# العلاقات الأردنية النمساوية
العلاقات الأردنية النمساوية هي العلاقات الثنائية التي تجمع بين الأردن والنمسا.

## مقارنة بين البلدين
هذه مقارنة عامة ومرجعية للدولتين:
| وجه المقارنة                                              | الأردن                   | النمسا                                                    |
| --------------------------------------------------------- | ------------------------ | --------------------------------------------------------- |
| المساحة (كم2)                                             | 89.34 ألف                | 83.86 ألف                                                 |
| عدد السكان (نسمة)                                         | 9.81 مليون               | 8.81 مليون                                                |
| الكثافة السكانية (ن./كم²)                                 | 109.81                   | 105.06                                                    |
| العاصمة                                                   | عمان                     | فيينا                                                     |
| اللغة الرسمية                                             | اللغة العربية            | اللغة الألمانية، لغة الإشارة النمساوية ‏                   |
| العملة                                                    | دينار أردني              | يورو، شلن نمساوي، رايخ مارك، شلن نمساوي                   |
| الناتج المحلي الإجمالي (بليون دولار)                      | 40.07 مليار              | 416.60 مليار                                              |
| الناتج المحلي الإجمالي (تعادل القوة الشرائية) بليون دولار | 82.80 مليار              | 426.99 مليار                                              |
| الناتج المحلي الإجمالي الاسمي للفرد دولار أمريكي          | 4.94 ألف                 | 43.77 ألف                                                 |
| الناتج المحلي الإجمالي للفرد دولار أمريكي                 | 12.05 ألف                | 47.68 ألف                                                 |
| مؤشر التنمية البشرية                                      | 0.748                    | 0.885                                                     |
| رمز المكالمات الدولي                                      | +962                     | +43                                                       |
| رمز الإنترنت                                              | .jo                      | .at                                                       |
| المنطقة الزمنية                                           | ت ع م+02:00، ت ع م+03:00 | توقيت وسط أوروبا، ت ع م+01:00، ت ع م+02:00، أوروبا/فيينا ‏ |

## منظمات دولية مشتركة
يشترك البلدان في عضوية مجموعة من المنظمات الدولية، منها:
| علم المنظمة | اسم المنظمة                               | تاريخ انضمام الأردن | تاريخ انضمام النمسا |
| ----------- | ----------------------------------------- | ------------------- | ------------------- |
|             | وكالة ضمان الاستثمار متعدد الأطراف        | 12 أبريل 1988       | 16 ديسمبر 1997      |
|             | منظمة الشرطة الجنائية الدولية             | ?                   | ?                   |
|             | منظمة حظر الأسلحة الكيميائية              | ?                   | ?                   |
|             | منظمة التجارة العالمية                    | ?                   | ?                   |
|             | الأمم المتحدة                             | 14 ديسمبر 1955      | 14 ديسمبر 1955      |
|             | مؤسسة التمويل الدولية                     | 20 يوليو 1956       | 28 سبتمبر 1956      |
|             | يونسكو                                    | 14 يونيو 1950       | 13 أغسطس 1948       |
|             | مؤسسة التنمية الدولية                     | 4 أكتوبر 1960       | 28 يونيو 1961       |
|             | البنك الدولي للإنشاء والتعمير             | 29 أغسطس 1952       | 27 أغسطس 1948       |
|             | المركز الدولي لتسوية المنازعات الاستشارية | 29 نوفمبر 1972      | 24 يونيو 1971       |
|             | الاتحاد البريدي العالمي                   | ?                   | ?                   |
|             | الاتحاد الدولي للاتصالات                  | 20 مايو 1947        | 1866                |

## وصلات خارجية
- موقع وزارة الخارجية الأردنية
- موقع وزارة الخارجية النمساوية